# Saint-Victor-en-Marche
Saint-Victor-en-Marche is een gemeente in het Franse departement Creuse (regio Nouvelle-Aquitaine) en telt 367 inwoners (2009). De plaats maakt deel uit van het arrondissement Guéret.

## Geografie
De oppervlakte van Saint-Victor-en-Marche bedraagt 16,5 km², de bevolkingsdichtheid is 21,6 inwoners per km².

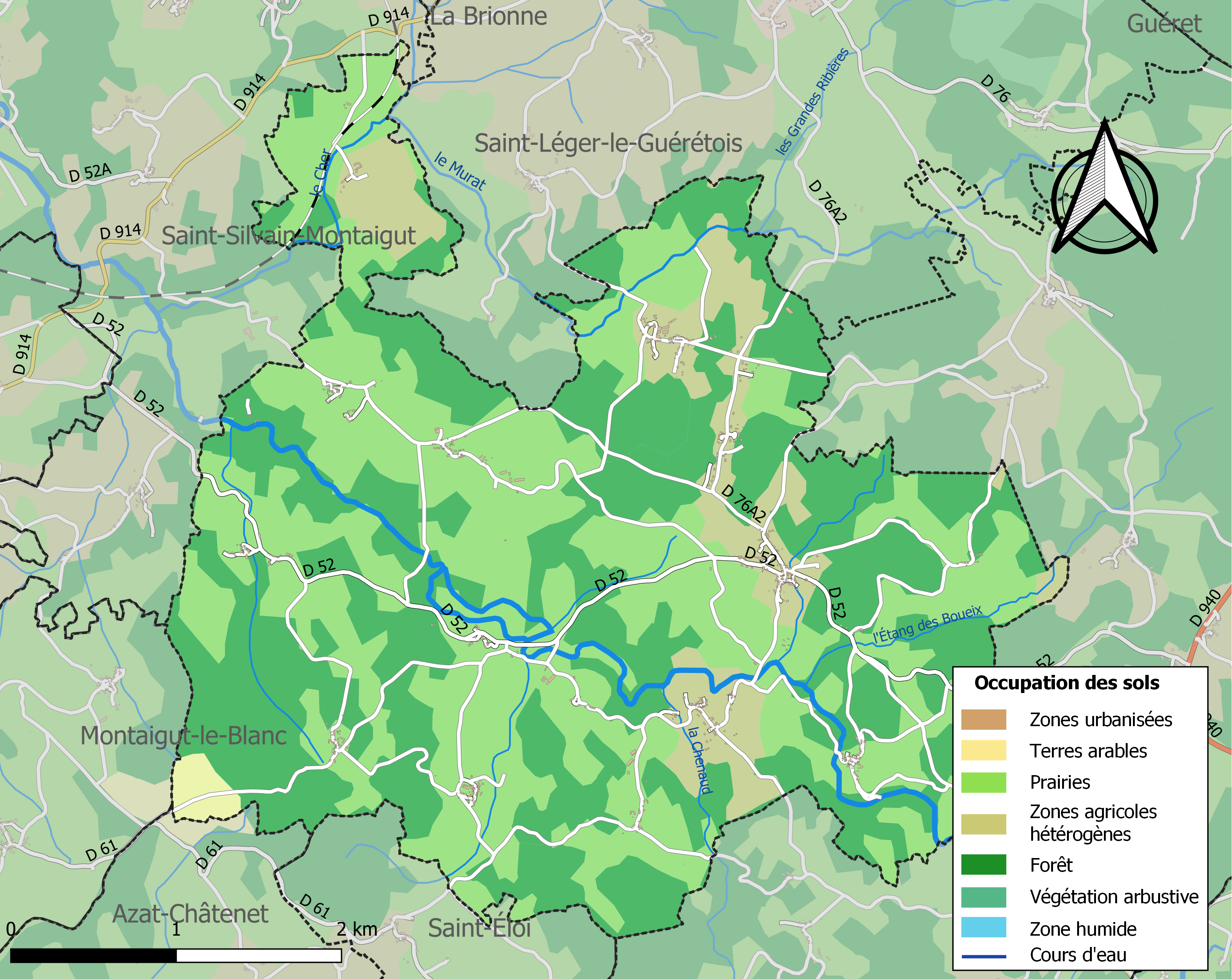
Kaart van de gemeente met de belangrijkste infrastructuur, bodemgebruik en omliggende gemeenten

## Demografie
Onderstaande figuur toont het verloop van het inwonertal (bron: INSEE-tellingen).

1. ↑  Populations de référence 2022.